# Michael Weiss (Eiskunstläufer)
Michael Weiss (* 2. August 1976 in Washington, DC) ist ein ehemaliger US-amerikanischer Eiskunstläufer, der im Einzellauf startete.
Michael Weiss stammt aus seiner sportlichen Familie. Sein Vater Greg nahm als Turner an den Olympischen Spielen 1964 teil und seine Mutter Margie war nationale Meisterin im Turnen. Seine Schwester Geremi war nationale Vizemeisterin bei den Junioren im Eiskunstlaufen und seine Schwester Genna war Juniorenweltmeisterin im Wasserspringen. Geremi war es auch, die Michael zum Eiskunstlaufen inspirierte. Michael selbst war vorher regionaler Meister im Wasserspringen.
Michael Weiss begann im Alter von neun Jahren und damit relativ spät mit dem Eiskunstlaufen. Seine Trainerin war Audrey Weisinger und ab 2002 Don Laws. Er nahm 19 mal in Folge an den US-amerikanischen Meisterschaften teil, von 1988 bis 1991 als Novize, von 1992 bis 1993 als Junior und bis 2006 bei den Senioren. Im Jahr 1993 wurde er US-amerikanischer Meister bei den Junioren und in den Jahren 1999, 2000 und 2003 US-amerikanischer Meister bei den Senioren. 1994 wurde er Juniorenweltmeister. 2001 gewann er Bronze bei den Vier-Kontinente-Meisterschaften in Salt Lake City, hinter Li Chengjiang und Takeshi Honda. Weiss nahm sieben Mal an Weltmeisterschaften teil und platzierte sich nie schlechter als Platz 7. Bei den Weltmeisterschaften 1999 in Helsinki und 2000 in Nizza gewann er die Bronzemedaille, 1999 hinter Alexei Jagudin und Jewgeni Pljuschtschenko und 2000 hinter Alexei Jagudin und Elvis Stojko. Weiss nahm an den Olympischen Spielen 1998 in Nagano und 2002 in Salt Lake City teil und beendete sie jeweils auf dem siebten Platz.
Weiss war der erste US-Amerikaner, der einen vierfachen Toeloop im Wettbewerb stand, so geschehen im Jahr 1997 und der zweite Amerikaner nach Timothy Goebel, der überhaupt einen Vierfachsprung im Wettbewerb stand.
Im Jahr 2006 beendet Weiss seine lange Karriere und tourt seitdem mit Stars on Ice. Er gründete seine eigene Stiftung, die Eiskunstlauftalenten Stipendien gewährt. Davon profitiert haben bis jetzt u. a. Mirai Nagasu, Madison und Keiffer Hubbell, Daisuke Murakami und Christine Zukowski.
Weiss und seine Frau Lisa Thornton, seine ehemalige Jazztanzlehrerin und spätere Choreografin, die er 1997 heiratete, haben zusammen zwei Kinder: Annie-Mae (geboren 1998) und Christopher Michael (geboren 1999).

## Ergebnisse

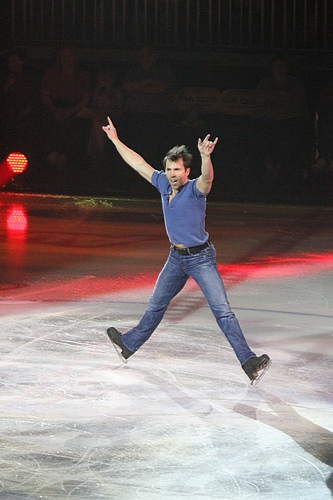
Weiss 2010 bei Stars on Ice

| Wettbewerb / Jahr                | 1992 | 1993 | 1994 | 1995 | 1996 | 1997 | 1998 | 1999 | 2000 | 2001 | 2002 | 2003 | 2004 | 2005 | 2006 |
| -------------------------------- | ---- | ---- | ---- | ---- | ---- | ---- | ---- | ---- | ---- | ---- | ---- | ---- | ---- | ---- | ---- |
| Olympische Winterspiele          |      |      |      |      |      |      | 7.   |      |      |      | 7.   |      |      |      |      |
| Weltmeisterschaften              |      |      |      |      |      | 7.   | 6.   | 3.   | 3.   |      | 6.   | 5.   | 6.   |      |      |
| Vier-Kontinente-Meisterschaften  |      |      |      |      |      |      |      |      |      | 3.   |      |      |      |      | 9.   |
| Juniorenweltmeisterschaften      |      | 2.   | 1.   |      |      |      |      |      |      |      |      |      |      |      |      |
| US-amerikanische Meisterschaften | 5. J | 1. J | 8.   | 6.   | 5.   | 2.   | 2.   | 1.   | 1.   | 4.   | 3.   | 1.   | 2.   | 5.   | 4.   |

- J = Junioren